# Референдум боснійських сербів 1991
Референдум боснійських сербів 1991 року (серб. Плебисцит српског народа у Босни и Херцеговини) — плебісцит про те, щоб залишитися у спільній державі Югославії, який відбувся 10 листопада 1991 року в окремих частинах Соціалістичної Республіки Боснія і Герцеговина, де значну частку населення становили боснійські серби. Його організувала створена 14 жовтня 1991 року Скупщина сербського народу Боснії та Герцеговини.
Запитання плебісциту, поставлене сербам Боснії та Герцеговини, звучало так:
Чи згодні ви з рішенням Скупщини сербського народу в Боснії та Герцеговині від 24 жовтня 1991 року про те, щоб сербський народ залишився у спільній державі Югославія із Сербією, Чорногорією, САО Країни, САО Славонії, Барані та Західного Срему та іншими, хто висловиться за це?
На це схвально відповіли 98% виборців, і за наслідками плебісциту 9 січня 1992 року було утворено Республіку сербського народу Боснії та Герцеговини.

## Результати
| Запитання                          | За        | За    | Проти  | Проти | Недійсні/ незаповнені | Всього голосів | Зареєстрованих виборців | Явка  | Результат |
| Запитання                          | Голоси    | %     | Голоси | %     | Недійсні/ незаповнені | Всього голосів | Зареєстрованих виборців | Явка  | Результат |
| ---------------------------------- | --------- | ----- | ------ | ----- | --------------------- | -------------- | ----------------------- | ----- | --------- |
| Залишатися всім сербам у Югославії | 1 161 146 | 98,00 |        | 2,00  |                       |                | 1 550 000               | 85,00 | Схвалено  |
| Джерело: Direct Democracy          |           |       |        |       |                       |                |                         |       |           |

## Подальші події
Боснійська влада визнала референдум неконституційним. Пізніше, а саме 29 лютого і 1 березня 1992 року, вона провела всенародний референдум про незалежність, який, у свою чергу, бойкотувала більшість боснійських сербів. Стівен Л. Бург (Steven L. Burg) і Пол С. Шоуп (Paul S. Shoup) розцінили запитання плебісциту, в якому виборцям пропонували залишитися у «спільній державі з Сербією, Чорногорією, САО Країною, САО Славонією, Баранею і Західним Сремом та іншими [ САО ] як таке, що, по суті, пропагувало ідею Великої Сербії.

## Інші джерела
- Prosecutor vs. Radovan Karadžić – Judgement (PDF). International Criminal Tribunal for the Former Yugoslavia. 26 березня 2016.
- Жиловић, Марко (2013). Етнификација политике у Хрватској и Босни пред ратни распад Југославије (PDF). Синтезис. 5 (1): 1—19.